# Euphyia apicata
Euphyia apicata är en fjärilsart som beskrevs av W. Warren 1904. Euphyia apicata ingår i släktet Euphyia och familjen mätare. Inga underarter finns listade i Catalogue of Life.